# Изгубљени рај
Изгубљени рај (енгл. Paradise Lost) је епска песма у белом стиху коју је написао енглески песник Џон Милтон. Песма обрађује библијску причу о паду човека: како је пали анђео Сатана искушавао Адама и Еву, што је довело до њиховог протеривања из Еденског врта. Прво издање, објављено 1667. године, садржи десет књига са више од десет хиљада стихова. Друго издање је уследило 1674. године, подељено на дванаест књига (по узору на Вергилијеву Енејиду) уз мање измене у самом тексту. Ово дело се сматра Милтоновим ремек-делом, које је утврдило његову репутацију као једног од највећих енглеских песника свих времена.
У срцу Изгубљеног раја налазе се теме слободне воље и моралних последица непослушности. Милтон тежи да „оправда Божје поступке пред људима”, бавећи се питањима предодређења, људске слободе, као и природе добра и зла. Песма почиње in medias res, у тренутку када су Сатана и његови пали анђели већ бачени у пакао након неуспеле побуне против Бога. Милтонов Сатана, приказан и као величанствен и као трагично амбициозан, један је од најсложенијих и најчешће анализираних ликова у књижевности, нарочито због тога што га неки читаоци доживљавају као јунака.
Приказ Адама и Еве у песми наглашава њихову људскост, истражујући њихову невиност пре пада човека и свест о греху након њега. Кроз њихову причу, Милтон разматра сложеност људских односа, сукоб између индивидуалне слободе и послушности Божјем закону, и могућност искупљења. Упркос њиховом преступу, песма се завршава тоном наде, док Адам и Ева напуштају рај са обећањем спасења кроз Христа.
Милтонов еп је хваљен због језичке раскоши, теолошке дубине и филозофске амбиције. Ипак, изазвао је и контроверзе, нарочито због приказа Сатане, кога неки читаоци тумаче као јуначку или чак симпатичну фигуру. Изгубљени рај и даље инспирише научнике, писце и уметнике, остајући камен темељац књижевне и теолошке мисли.